# Piotr Kwiatkowski
Piotr Kwiatkowski (ur. 5 lutego 1954 w Warszawie) – polski strażak, nadbrygadier, zastępca komendanta głównego Państwowej Straży Pożarnej i zastępca szefa Obrony Cywilnej Kraju w latach 2008–2015.

## Życiorys
W 1979 został absolwentem Wyższej Oficerskiej Szkoły Pożarniczej w Warszawie, następnie pracował jako wykładowca tej uczelni. Od 1997 do 2002 był zatrudniony w Komendzie Głównej Państwowej Straży Pożarnej, a w latach 2003–2006 zajmował stanowisko dyrektora Departamentu Bezpieczeństwa Powszechnego w Ministerstwie Spraw Wewnętrznych i Administracji. Powrócił następnie do pracy w Komendzie Głównej PSP (do 2007). W 2008 przywrócony do służby, został zastępcą komendanta głównego PSP i zastępcą szefa Obrony Cywilnej Kraju. 11 sierpnia 2010 prezydent Bronisław Komorowski awansował go na stopień nadbrygadiera. W 2015 przeszedł w stan spoczynku.